# William Froude
William Froude, född den 28 november 1810, död den 4 maj 1879, var en brittisk ingenjör. Han var son till Robert Froude samt  bror till Richard Hurrell och James Anthony Froude. 
Froude var Fellow of the Royal Society i London.

## Priser och utmärkelser
- 1876 Royal Medal